# Upplands runinskrifter 305
Upplands runinskrifter 305 är en vikingatida runristning i ett jordfast stenblock av granit i Bensta, Skånela socken och Sigtuna kommun. Stenblocket är liggande och en halv meter högt. Ristningsytan är cirka 2x3 meter och vetter mot sydväst. Runhöjden är 6-7 centimeter. På ristningen syns en bevingad drake, något som också går att se på U 295 vid Skånela kyrka.

## Inskriften
Translitterering av runraden:
askala lit hiua stain iftiʀ fuluka auk iluki auk sikni
Normalisering till runsvenska:
Askatla(?) let haggva stæin æftiʀ Fulluga, ok Illugi ok Signy.
Översättning till nusvenska:
Åskatla lät hugga stenen efter Fulluge, och Illuge och Signy.
Den ovanliga bisatsen på slutet, "och Illuge och Signy" ska läsas som att dessa två, tillsammans med Åskatla lät hugga stenen till minne av Fulluge. Såväl Åskatla som Signy är kvinnonamn.